# Aleksandr Samedov
Aleksandr Sergejevitj Samedov (ryska: Александр Сергеевич Самедов); azerbajdzjanska: Aleksandr Səmədov, född 19 juli 1984 i Moskva, är en rysk fotbollsspelare som spelar för den ryska klubben Spartak Moskva och Rysslands fotbollslandslag.